# Kavitacija
Kavitacija (njem. Kavitation, engl., franc. cavitation, prema kasnolat. cavitas, od lat. cavus: šupalj, prazan) je šupljina, praznina ili prazan prostor. U hidrodinamici, kavitacija je nastajanje mjehurića ispunjenih parama unutar kapljevine u strujanju te njihovo iščezavanje uz pojavu nepoželjnih udarnih tlakova. Uzrok kavitacije mehaničke je prirode, to jest smanjenje tlaka u kapljevini, bez promjene temperature okoliša. Naime, prema Bernoullijevoj jednadžbi, tlak u kapljevini koja struji manji je na mjestima gdje je strujanje brže. Mjestimice, osobito uz oštre rubove stijenki ili uz rubove uronjenoga tijela, zbog jakoga lokalnog ubrzavanja strujanja kapljevine tlak se bitno smanjuje. Ako na tim mjestima tlak padne ispod kritičnoga, kapljevina će se početi isparavati i pojavit će se parni mjehuri. Nastale mjehure struja kapljevine odnosi u područje višega tlaka, gdje dolazi do njihove implozije, kada para iz mjehura ponovno prelazi u kapljevinu. Pri imploziji okolna kapljevina struji prema središtu mjehura, čestice se sudaraju i lokalno nastaju vrlo visoki (udarni) tlakovi. Takve implozije u blizini stijenke uzrokuju eroziju materijala uz nastanak vibracija i buke. Zbog toga se utjecaj kavitacije, kao česte pojave na lopaticama crpki (pumpi) i vodnih turbina, na krilcima brodskih vijaka, u hidrauličnim sustavima i slično, nastoji smanjiti. Primjerice, kavitacijska erozija brodskih vijaka smanjuje se primjenom otpornijih materijala, odabirom povoljnijih profila krilaca, ugradnjom sustava kojima se na krilo vijka dovodi zrak kojim se smanjuje brzina implozije i drugo.
Kavitacija je pojava isparavanja vode i stvaranja mjehura vodene pare. Nastaje u trenutku kada tlak vode postaje jednak ili manji od tlaka zasićenja vodene pare. Kavitacijom se kod hidruličkih strojeva podrazumijeva pojava diskontinuiteta ili "šupljina" (mjehura pare u vodi) u struji tekućine. 
Isparavanje vode, kao što je poznato iz termodinamike, nastaje pri temperaturi od 100 °C kod atmosferskog tlaka, međutim kod hidrauličkih strojeva pojava isparavanja nastaje kod okolišnje temperature vode (od 5 do 20 °C), ali sada pri tlakovima znatno nižim od atmosferskog tlaka. Kod vodnih turbina kavitacija se javlja na mjestima najnižeg tlaka. U pravilu su to mjesta u blizini izlaznog brida lopatice rotora na podtlačnoj strani. Voda na ovim mjestima ima najniži tlak iz razloga što je kompletnu energiju (koja je uglavnom bila sadržana u tlaku) predala lopatici rotora.

## Povijest

### Inercijalna kavitacija
Prvi znanstvenik koji je proučavao kavitaciju bio je John Rayleigh, krajem 19. stoljeća. On je uočio pojavu kavitacije kod toka vode u rijekama, posebno ispod vodopada - gdje voda zbog ove pojave izaziva znatnu eroziju u kamenju na koje pada.
Kasnije je uočeno da kavitacija nastaje pri svakom snažnom impulsnom udaru energije u čvrstu prepreku, tako postoje optička kavitacija, koja nastaje udarom snažnog zraka lasera i električna kavitacija - na primjer na svjećicama vozila na benzinski pogon.
Treba napomenuti da je energija kavitacije nevjerojatno visoka: prilikom implozije mjehurića plina temperatura iznosi nekoliko tisuća ºC, tlak nekoliko stotina bara, a stvara se i svjetlost (sonoluminiscencija). Ma koliko ovi podatci izgledali nevjerojatni, ustanovljeni su pri laboratorijskim mjerenjima kavitacije, jer je njezino sprječavanje jedno od glavnih područja proučavanja hidrodinamike, s obzirom na to da rad u kavitacionom režimu izaziva znatna oštećenja i nepouzdanost u radu hidrodinamičkih uređaja, te se po svaku cijenu nastoji izbjeći.

### Neinercijalna kavitacija
Neinercijalna kavitacija je postupak kontroliranog nastajanja sitnih mjehurića plina uz dovođenje energije izvana - najčešće akustične (zvučne). Ova energija prisiljava mjehuriće plina da titraju određenom frekvencijom i po određenom obrascu prije implozije, i na taj način vrše koristan rad. Ovako nastaje mnogo manja pojava erozije, a koristi se u ultrazvučnim kadama za čišćenje precizno izrađenih dijelova od osjetljivih materijala, na primjer dijelova hidrodinamičkih upravljačkih sistema - ventila i slično, silikonskih brtvi i drugih dijelova, čija je izrada vrlo precizna i skupa, a materijal osjetljiv na druge načine čišćenja i popravka.

## Pojava hidrodinamičke kavitacije
Ako tlak vode padne ispod tlaka zasićenja vodene pare, dolazi do snažne promjene iz tekućeg u plinovito stanje, čime se stvaraju diskontinuiteti u toku, šupljine (mjehure pare okružene tekućinom). Viši specifični obujam mjehura pare ne dozvoljava daljnji pad tlaka. Mjehur pare nakon isparavanja u području nižeg tlaka tokom fluida dolazi u područje višeg tlaka u kojem trenutno implodira pretvarajući se u tekućinu (kondenzira). Tada dolazi do naglog povećanja tlaka radi sudara fronta vode sa svih strana mjehura pare. Kako je tok tekućine konstantan, to je i pojava formiranja mjehura pare i njenog kasnijeg implodiranja također konstantna.
Strujanje fluida je uglavnom, pogotovo kod vodnih turbina, turbulentno što je karakterizirano fluktuacijama brzina i tlaka, koje su naročito intenzivne u graničnom sloju (uz čvrstu stjenku). Ako se ovakve fluktuacije tlaka pojave pri tlaku koji odgovara lokalnom tlaku zasićenja vodene pare, doći će do trenutnog intenzivnog procesa formiranja i gotovo istodobnog kolabiranja mjehura pare, stvarajući vrlo visoke tlakove u centru mjehura, kao posljedica sudara nadolazećih frontova vode sa svih strana kolabirajućeg mjehura.
Kao posljedica intenzivnog prelaska iz tekućeg u plinoviti stanje i obrnuto, pojavljuju se značajne pulzacije tlaka (2000 Pa – 10000 bar) vrlo visokih frekvencija (10 – 20 kHz). Kavitacija je naročita nepogodna ako se pojavljuje blizu metalnih površina. Tada zbog naglih promjena tlaka (2000 Pa – 10000 bar) dolazi do otkidanja metala s metalnih površina (kod turbina to su lopatice rotora). 
Kavitacija nije karakteristična samo za rotacijske strojeve. Ona se pojavljuje u svim situacijama kada tlak vode padne ispod tlaka zasićenja vodene pare za danu temperaturu (primjer ventili).

### Negativni utjecaji kavitacije
- kavitacijska erozija
- nagli pad snage radi pada gustoće fluida (dvofazni fluid; voda + para)
- pad stupnja iskorištenja turbine ili crpke
- vibracije
- šum
- bljeskovi

U novije vrijeme, kavitacija se izbjegava konstrukcijom posebnog oblika krila brodskih vijaka. Kavitacija zahtijeva površinu na kojoj bi se dogodila implozija, pa da izvrši svoj negativni utjecaj na materijal vijka. Posebnom konstrukcijom hidrodinamičkog krila, pojava kavitacija se događa "u praznom prostoru iza propelera", te tako ne oštećuje brodski vijak.

## Kavitacija kod crpki
Ako u nekoj točki unutar crpke apsolutni tlak kapljevine postane niži od tlaka zasićenja para te kapljevine, u njoj započinje isparavanje i stvaranje mjehurića pare. Kad, nošeni strujom fluida unutar crpke, mjehurići pare dospiju u područje apsolutnog tlaka višeg od tlaka zasićenja para, trenutno kondenziraju u obliku implozije, a njihove prostore popunjava kapljevina, zbog čega nastaje hidraulički udar, pri kojem tlak trenutno poraste i do nekoliko tisuća bara. Tako nastaje kavitacija kod crpki (pumpe, sisaljke).
Izravna posljedica kavitacije jest razaranje materijala stijenki crpke, tzv. kavitacijska erozija. Pojava kavitacije praćena je karakterističnim šumom i vibracijama, a rad crpke postaje nejednolik i nemiran, smanjuju se visina dobave, protok i djelotvornost.
Kavitacija nastaje i stvaranjem mjehura plina otopljenog u nafti. U tom slučaju, kavitacijski mjehuri nastaju čim se tlak snizi ispod tlaka zasićenja nafte. Kad tlak ponovno poraste, mjehuri nestaju bez erozijskog djelovanja, jer stlačivost plina prigušuje imploziju i hidraulički udar. Zato takva kavitacija ne razara materijal crpke, ali ima sve ostale negativne učinke na njen rad.
Na pojavu kavitacije utječu uvjeti na usisu crpke. Ako su ti uvjeti takvi da ni u jednoj točki unutar crpke tlak neće biti niži od tlaka zasićenja kapljevine plinovima, kavitacija se ne će pojaviti. Minimalni uvjeti na usisu crpke nužni za sprječavanje kavitacije poznati su pod nazivom neto-pozitivna usisna visina crpke i često se označavaju američkom kraticom NPSH (engl. net positive suction head), a određuje se eksperimentalno.
Neto-pozitivna usisna visina uronjivih centrifugalnih crpki u naftnim bušotinama jednaka je hidrauličkim gubitcima između tlaka u zaštitnim cijevima na razini impelera prvog stupnja crpke i ulaza u impeler, te visini zbog razlike brzina. Stoga raspoloživi tlak u zaštitnim cijevima na razini impelera prvog stupnja crpke mora biti jednak ili veći od tlaka određenog neto pozitivnom visinom određene crpke.
Postoje dvije osnovne vrste kavitacije koje se javljaju u različitim fazama rada pumpe, ali obje su rezultat iste pojave:
- Usisna ili klasična kavitacija javlja se na impeleru pumpe prilikom usisa i potiskivanja tekućine ka potisnom ventilu (komori). Uvjete za kavitaciju stvara kretanje impelera kroz pumpanu tekućinu.
- Potisna ili recirkulaciona kavitacija je rezultat promjene tlaka prilikom izlaska tekućine iz pumpe, na potisnom ventilu. Javlja se zbog toga što ventil tehnički ne može da propusti svu tekućinu da izađe u jednom trenutku, tako da različite brzine kretanja tekućine izazivaju minijaturne promjene u inače jednakom pritisku tekućine. Čak i tako male promjene tlaka dovoljne su da dođe do pojave kavitacije.[4]

## Kavitacija kod motora
Manje je poznato da pojava kavitacije uzrokuje oštećenja i u većim dizelskim motorima. U motorima do kavitacije dolazi zbog visokog stupnja kompresije i male površine zidova cilindara. Vibracije zidova cilindara koje zbog toga nastaju, uzrokuju pojavu oblasti niskog i visokog tlaka u rashladnoj tekućini motora, što izaziva kavitaciju vanjskih zidova cilinadarskih prostora u motoru. Rezultat je pojava "pittinga" - ljuštenja zidova cilindara, što u uznapredovaloj fazi može da dovede do prodora rashladne tekućine u cilindar. Ovu pojavu moguće je izbjeći dodavanjem određenih kemikalija u rashladnu tekućinu, koje stvaraju zaštitni film na zidu cilindra. Taj film je izložen kavitaciji, ali se iznova sam izgrađuje dok god u rashladnoj tekućini ima dovoljno kemikalija.
Težnja za smanjivanjem dimenzija motora bila je uzrok konstrukcije manjeg obujma rashladne tekućine koja zbog toga mora da struji većom brzinom. Počevši od 1980., zbog navedenog je primećen utjecaj kavitacije i kod manjih benzinskih motora, posebno na dijelove motora izrađene od aluminija i njegovih legura. Sprječavanje ove pojave kod manjih motora vrši se dodavanjem inhibitora korozije (na bazi silikata) u rashladnu tekućine. Krajnji rezultat je ipak, povremeno stvaranje dubokih kratera koji čak mogu da probiju glavu motora, ako motor dugo radi na visokim brojevima okretaja, a time i na visokim temperaturama rashladne tekućine. Daljnja istraživanja pokazala su da se ova pojava može spriječiti dodavanjem organskih inhibitora korozije, a najbolje je konstruirati motor tako da rashladna tekućina se ne hladi u kavitacionom režimu, dakle veća količina rashladne tekućine u motoru, što joj omogućuje da funkciju hlađenja motora obavi strujeći manjom brzinom.

## Kavitacija kod homogenizacije mlijeka
Cilj homogenizacije mlijeka je povećanje stabilnosti emulzije mliječne masti, odnosno sprječavanje izdvajanja masti na površinu stajanjem mlijeka. Međutim, postoji i niz drugih pozitivnih efekata. Ovo se postiže smanjenjem prosječnog promjera masnih globula. Dakle, njome se usitnjavaju i ujednjačuju kuglice mliječne masti. Promjer globula u nehomogenizovanom mlijeku se mijenja od 0,1-15 mm, dok se poslije homogenizacije dobivaju vrijednosti promjera 0,1 do 2 mm.
U ventilu separatora, pri ulazu u razmak ventila, energija tlaka se pretvara u energiju brzine. Poslije tisućitog dijela sekunde na izlazu iz ventila, dolazi ponovno do velike promjene brzine u tlak, što uzrokuje turbulenciju. Zbog ovog intenzivnog mehaničkog tretmana, prvo na ulazu u uski razmak ventila dolazi do deformacije i razvlačenja masne globule, a pri izlazu do konačnog cijepanja na sitnije kuglice (kavitacija). Pri tome dolazi do regeneracije membrane masne kuglice adsorpcijom proteina iz mlijeka.
Dakle, mliječna mast se i poslije homogenizacije nalazi u formi masnih globula, a ne kao slobodna mast. Homogenizacija je za ono mlijeko koje je namijenjeno dužem čuvanju, ili za izradu proizvoda namijenjenih dužem čuvanju (koncentrirani mliječni proizvodi). Kako pasterizirano mlijeko nije proizvod duge trajnosti (samo par dana), potrebno ga je homogenizirati za dužu trajnost.

## Kavitacija kod liječenja bubrežnih kamenaca
Izvantjelesno razbijanje bubrežnih kamenaca ili litotripsija udarnim valovima (engl. Extracorporeal Shock Wave Lithotripsy - ESWL), metoda je koja je od 1982.godine, od kada je uvedena u kliničku primjenu, donijela “revoluciju” u liječenju kamenaca bubrega i mokraćovoda. Naime, postupak razbijanja kamenaca obavlja se ambulantno, nema potrebe za anestezijom te, ako nema komplikacija, bolesnik je vrlo brzo nakon zahvata spreman za uključivanje u uobičajene životne aktivnosti. Princip se temelji na koordinaciji generatora udarnog vala, fokusiranju udarnoga vala i lokaliziranju udarnoga vala. Njihovu koordinaciju nadgleda kompjutorski program. Generatori su elektrohidraulički, elektromagnetski, piezoelektrični i mikroeksplozivni. Razbijanje kamenaca prati se rendgenskim ili ultrazvučnim aparatima. Princip razbijanja temelji se na emitiranju udarnoga vala koji prodire kroz kamenac. Dio vala napreduje prema suprotnoj strani kamenca, a dio se reflektira prema novom valu, izazivajući dodatni pritisak koji potpomaže usitnjavanje. Javlja se fenomen kavitacije, pri čemu razlika u tlaku stvara male mjehuriće plina u tekućem mediju, koji su vrlo nestabilni i potpomažu usitnjavanje. Usitnjene dijelove kamenca bolesnik spontano izmokri. Ponekad je potrebno prije litotripsije postaviti bolesniku tzv. "Double J" endoprotezu u mokraćovod, da ga usitnjeni komadi kamenca ne začepe i onemoguće normalan prolazak mokraće do mokraćnog mjehura.

## Kavitacija i beton
Kavitacija je posljedica promjene presjeka, otklona odnosno geometrije hidrauličnog toka. Tok se odvaja od površine korita, pa zato na površini nastaju područja niskog pritiska, a u njima mjehurići zraka. Mjehurići putuju na statičko područje, tj. onamo gdje su tlakovi veći, te tamo iznenada pucaju. Prilikom pucanja u tekućini nastaju valovi pritisaka, nalik onima prilikom eksplozije. Kavitaciju možemo najlakše izbjeći odgovarajućim hidrauličnim projektiranjem. Dođe li do oštećenja betona, ono ima oblik jamica. Otpornost betona na kavitaciju osiguravamo cementnom žbukom visoke kvalitete.

## Kavitacija kod morskih organizama
Kao što kavitacijski mjehurići izazivaju eroziju brodskog vijka, koji radi u kavitacijskom režimu, ista pojava se događa na repovima i perajama morskih životinja i riba - brzih plivača, posebno kada plivaju blizu površine mora.
Snažnim i brzim plivačima, kao što su na primjer dupin i tuna, kavitacija je ograničavajući faktor brzine kojom plivaju. Čak iako imaju snage u mišićima plivati brže, dupini ograničavaju brzinu svog kretanja kroz vodu zbog pojave kavitacijskih mjehurića na njihovim repovima, što im izaziva jaku bol. Isto tako, kavitacija usporava tune, ali zbog drugačijeg razloga. Za razliku od dupina, tune ne osjećaju bol zbog kavitacije, jer su im peraje sastavljene uglavnom od kostiju, bez živčanih završetaka. Ipak, zbog kavitacije ne mogu brže plivati jer zračni mjehurići nastali zbog ove pojave stvaraju tanki film oko njihovih peraja, koji im smanjuje brzinu kretanja. Zabilježeni su slučajevi ulova starijih i krupnijih tuna s kavitacijskim oštećenjima na perajama i repu.
Neka morske životinje su evolucijom kavitaciju upotrijebila kao oružje za lov: rak "pištolj" razvio je takva kliješta čije "škljocanje" izaziva lokalni kavitacijski udar, kojim ubija manje ribe, kojima se ova vrsta hrani. Drugi primjer je rak "ravnokrilac", koji koristi kavitaciju da ošamuti, smrvi i tako otvori školjke kojima se hrani.

## Kavitacija kod biljaka
Kavitacija se događa i u biljnim tkivima, posebno u tkivu koje se naziva ksilem (provodno biljno tkivo), a koje se nalazi unutar sitnih cjevčica, kojima biljka vrši prijenos vode kroz stablo i grane. Kada tlak vode na tkivu ksilema postane tako nizak da zrak koji se normalno nalazi otopljen u vodi, počinje se izdvajati u mjehurićima, mjehurići počinju zatvarati putove vode kroz biljna tkiva, posebno one manjeg presjeka, što izaziva oštećenja na ksilemu. Biljke su uglavnom sposobne obnoviti stvorenu štetu koju nanosi kavitacija, ali moraju trošiti svoju energiju na ponovno stvaranje ksilema. Kod biljaka koje nisu više od 50 cm, tlak iz korijena biljke može biti dovoljan za ponovno otapanje zraka u vodi, što dovodi do smanjivanja utjecaja kavitacije. Veće biljke moraju "ubacivati" vodene otopine u ksilemske stanice, čime postižu ponovno otapanje mjehurića zraka u "svježoj" vodi.
Kod nekih vrsta drveća, rad kavitacije može se čuti, posebno tijekom ljeta, kada je pojava isparavanja zraka iz vode koja se nalazi unutar biljnih tkiva najveća. Listopadno drveće odbacuje lišće tijekom jeseni, uglavnom zbog toga što je utjecaj štete koju nanosi kavitacija obrnuto proporcionalan temperaturi, dakle veći je kad je okolna temperatura niža. Na taj način ove vrste drveća izbjegavaju štetu koju bi ima nanijela kavitacija tijekom hladnijeg zimskog razdoblja. Četinjače, zbog manje površine listova, imaju manje problema s kavitacijom, pa mogu zadržati lišće tijekom cijele godine.